# CHST6
Ugljeno hidratna sulfotransferaza 6 (eng. Carbohydrate sulfotransferase 6) je enzim koji je kod ljudi kodiran istoimenim genom CHST6
, nalazi se na kratkom kraku 16 hromozoma. Dužina polipeptidnog lanca je 395 aminokiselina, a molekulska težina 44.099.

## Literatura
- Bernstein HB, Compans RW (1992). „Sulfation of the human immunodeficiency virus envelope glycoprotein.”. J. Virol. 66 (12): 6953—9. PMC 240329 . PMID 1433500. doi:10.1128/JVI.66.12.6953-6959.1992.
- Shilatifard A, Merkle RK, Helland DE,  . (1993). „Complex-type N-linked oligosaccharides of gp120 from human immunodeficiency virus type 1 contain sulfated N-acetylglucosamine.”. J. Virol. 67 (2): 943—52. PMC 237448 . PMID 8419650. doi:10.1128/JVI.67.2.943-952.1993.
- Uchimura K, Fasakhany F, Kadomatsu K,  . (2000). „Diversity of N-acetylglucosamine-6-O-sulfotransferases: molecular cloning of a novel enzyme with different distribution and specificities.”. Biochem. Biophys. Res. Commun. 274 (2): 291—6. PMID 10913333. doi:10.1006/bbrc.2000.3141.
- Spiro MJ, Spiro RG (2001). „Sulfation of the N-linked oligosaccharides of influenza virus hemagglutinin: temporal relationships and localization of sulfotransferases.”. Glycobiology. 10 (11): 1235—42. PMID 11087716. doi:10.1093/glycob/10.11.1235 .
- Liu NP, Dew-Knight S, Rayner M,  . (2001). „Mutations in corneal carbohydrate sulfotransferase 6 gene (CHST6) cause macular corneal dystrophy in Iceland.”. Mol. Vis. 6: 261—4. PMID 11139648.
- Hemmerich S, Lee JK, Bhakta S,  . (2001). „Chromosomal localization and genomic organization for the galactose/ N-acetylgalactosamine/N-acetylglucosamine 6-O-sulfotransferase gene family.”. Glycobiology. 11 (1): 75—87. PMID 11181564. doi:10.1093/glycob/11.1.75 .
- Akama TO, Nakayama J, Nishida K,  . (2001). „Human corneal GlcNac 6-O-sulfotransferase and mouse intestinal GlcNac 6-O-sulfotransferase both produce keratan sulfate.”. J. Biol. Chem. 276 (19): 16271—8. PMID 11278593. doi:10.1074/jbc.M009995200 .
- Bartes A, Bhakta S, Hemmerich S (2001). „Sulfation of endothelial mucin by corneal keratan N-acetylglucosamine 6-O-sulfotransferase (GST-4beta).”. Biochem. Biophys. Res. Commun. 282 (4): 928—33. PMID 11352640. doi:10.1006/bbrc.2001.4668.
- El-Ashry MF, Abd El-Aziz MM, Wilkins S,  . (2002). „Identification of novel mutations in the carbohydrate sulfotransferase gene (CHST6) causing macular corneal dystrophy.”. Invest. Ophthalmol. Vis. Sci. 43 (2): 377—82. PMID 11818380.
- Akama TO, Misra AK, Hindsgaul O, Fukuda MN (2003). „Enzymatic synthesis in vitro of the disulfated disaccharide unit of corneal keratan sulfate.”. J. Biol. Chem. 277 (45): 42505—13. PMID 12218059. doi:10.1074/jbc.M207412200 .
- Strausberg RL, Feingold EA, Grouse LH,  . (2003). „Generation and initial analysis of more than 15,000 full-length human and mouse cDNA sequences.”. Proc. Natl. Acad. Sci. U.S.A. 99 (26): 16899—903. Bibcode:2002PNAS...9916899M. PMC 139241 . PMID 12477932. doi:10.1073/pnas.242603899 .
- Niel F, Ellies P, Dighiero P,  . (2003). „Truncating mutations in the carbohydrate sulfotransferase 6 gene (CHST6) result in macular corneal dystrophy.”. Invest. Ophthalmol. Vis. Sci. 44 (7): 2949—53. PMID 12824236. doi:10.1167/iovs.02-0740.
- Iida-Hasegawa N, Furuhata A, Hayatsu H,  . (2003). „Mutations in the CHST6 gene in patients with macular corneal dystrophy: immunohistochemical evidence of heterogeneity.”. Invest. Ophthalmol. Vis. Sci. 44 (8): 3272—7. PMID 12882769. doi:10.1167/iovs.02-0910.
- Ha NT, Chau HM, Cung le X,  . (2003). „Mutation analysis of the carbohydrate sulfotransferase gene in Vietnamese with macular corneal dystrophy.”. Invest. Ophthalmol. Vis. Sci. 44 (8): 3310—6. PMID 12882775. doi:10.1167/iovs.03-0031.
- Ha NT, Chau HM, Cung le X,  . (2003). „Identification of novel mutations of the CHST6 gene in Vietnamese families affected with macular corneal dystrophy in two generations.”. Cornea. 22 (6): 508—11. PMID 12883341. S2CID 25039164. doi:10.1097/00003226-200308000-00004.
- Warren JF, Aldave AJ, Srinivasan M,  . (2003). „Novel mutations in the CHST6 gene associated with macular corneal dystrophy in southern India.”. Arch. Ophthalmol. 121 (11): 1608—12. PMID 14609920. doi:10.1001/archopht.121.11.1608.
- Sultana A, Sridhar MS, Jagannathan A,  . (2004). „Novel mutations of the carbohydrate sulfotransferase-6 (CHST6) gene causing macular corneal dystrophy in India.”. Mol. Vis. 9: 730—4. PMID 14735064.
- Abbruzzese C, Kuhn U, Molina F,  . (2004). „Novel mutations in the CHST6 gene causing macular corneal dystrophy.”. Clin. Genet. 65 (2): 120—5. PMID 14984470. S2CID 32667901. doi:10.1111/j.0009-9163.2004.00191.x.